# 同朋衆
同朋衆（どうぼうしゅう）とは室町時代以降将軍の近くで雑務や芸能にあたった人々のこと。一遍の起した時衆教団に、芸能に優れた者が集まったものが起源とされる。阿弥衆、御坊主衆とも呼ばれた。1866年（慶応2年）に廃止された。
時宗を母体としているために阿弥号を名乗る通例があるが、阿弥号であっても時宗の僧であるとは限らない。観阿弥、世阿弥や、江戸幕府における同朋衆がその例である。

## 制度と芸能との関わり
鎌倉時代末期から合戦に同行する陣僧の中に時衆（宗）の僧が多かったことから、武家との結び付きが強まり、平時においても芸能を活かして武士の慰めとするようになっていき、同時に側近、取次ぎ人としての役目も果たすようになった。また時衆による踊り念仏は民俗的な歌舞に結びつきやすく、一遍や遊行上人二世真教、三世智得らが歌人であったことに加え、時衆における遊行は室町幕府から関所自由通過を許され、正規でなく時衆に加わる手続きも簡単だったため、芸能を生活の手段とする人々が時衆集団に加わるようになる。連歌師の頓阿、周阿は、時衆僧ではないが四条道場（金蓮寺）の、万葉集を研究した由阿は藤沢道場（清浄光寺）の阿弥だった。
阿弥衆には、能面師の増阿、立花の立阿、文阿がいて、南北朝時代に四条道場や六条道場（歓喜光寺）などで立花が行われていた。時衆の寺の阿弥衆は遊行によって地方に連歌や立花などの芸能を広めていった。地方においても、筑前の時衆寺院金台寺の職人達が芦屋釜の制作に携わった。
制度としての起源は、細川頼之が執事となって6人の法師を抱えて足利義満に仕えさせたことに始まる。同朋は猿楽や庭園作りなどの芸能を司り、また唐物奉行として、唐物、唐絵の目利き、表装、出納などを行った。義政の代には、能阿弥による唐物の東山御物の制定などを行った。能阿弥、芸阿弥、相阿弥の三代は、書院座敷飾りの様式を創案し、絵画では「国工」「国手」とも呼ばれ、連歌では宗匠と呼ばれるほどだった。竜安寺や大仙院の石庭は相阿弥の作と伝えられ、東山文化の形成に大きな影響を与えたと考えられる。
この頃の同朋衆は阿弥号を持って剃髪し、立花、茶湯、香、連歌などの一芸を持ち、東山殿で義政の周辺にいて、無聊を慰めたり、唐物選びや座敷飾りをして客人との遊興の場を作ったりしていた。この東山殿には、能阿弥から立花や唐物目利きを学んだ村田珠光も訪れた。作庭に活躍した善阿弥は河原者（山水河原者）であり、また同様に作庭に従事した多くの河原者たちがいた。
続いて織田信長、豊臣秀吉にも同朋衆は仕える。秀吉の継父である竹阿弥は、信長の父信秀の同朋衆であったと伝えられる。徳川家では、1580年（天正8年）に谷新六郎正次（後に内田姓）が全阿弥と改名して同朋衆として徳川家康に仕えたのが始めとされる。その後江戸幕府においては若年寄の配下で江戸城内の管理に携わり、奥坊主衆を監督指揮した。
同朋衆の語源は、仏教者の「同業同朋」から来たものと見られるが、将軍近侍の「童坊」から来たという説もある。

## 史料に現れる同朋衆
1333年（元弘3年）に鎌倉幕府軍の斎藤新兵衛入道らが千早城を攻めた際には、200人もの時衆がこれに従っていたと「正慶乱離誌」に記述がある。また1338年（延元3年）に新田義貞が越前国藤島で戦死した時には、時衆の僧侶8人が現れ、義貞の遺骸を輿に載せて往生院（長崎往生院称念寺）へ運んだと西源寺本「太平記」にある。
「大塔物語」では、信濃国へ下向する小笠原長秀の行列の中に、連歌、早歌、物語、舞、歌など多芸の頓阿弥という人物がいたという。京都の若宮八幡宮社所蔵の絵巻物「足利義持若宮八幡宮社参図絵巻」には、行列に同行する3人の法体姿がおり、同朋衆と見られている。

## おもな同朋衆
- 毎阿弥 （茶道）
- 能阿弥 （唐物、茶道、水墨画、連歌、立花）
- 芸阿弥 （唐物、茶道、水墨画）
- 相阿弥 （唐物、茶道、水墨画、立花、作庭）
- 観阿弥 （猿楽能）
- 世阿弥 （猿楽能）
- 音阿弥 （猿楽能）
- 善阿弥 （作庭、連歌）
- 重阿弥 （碁）
- 拾阿弥
- 千阿弥 - 千利休の祖父（『千利休由緒書』）
- 志野宗信　(香道)